# Tristan Manco
Tristan Manco är en brittisk författare och bland annat upphovsman till böckerna Street Logos, Stencil Graffiti och Graffiti Brazil.